# Armée nationale révolutionnaire
 (avril 2017).
Si vous disposez d'ouvrages ou d'articles de référence ou si vous connaissez des sites web de qualité traitant du thème abordé ici, merci de compléter l'article en donnant les références utiles à sa vérifiabilité et en les liant à la section « Notes et références ».
Pour les articles homonymes, voir ANR et Armée chinoise (homonymie).
L'Armée nationale révolutionnaire ou ANR (chinois : 國民革命軍, pinyin : Guómín Gémìng Jūn) était une force armée chinoise qui constitua d'abord la branche armée du Kuomintang, avant de devenir l'armée officielle du gouvernement national de la première république de Chine.

## Histoire

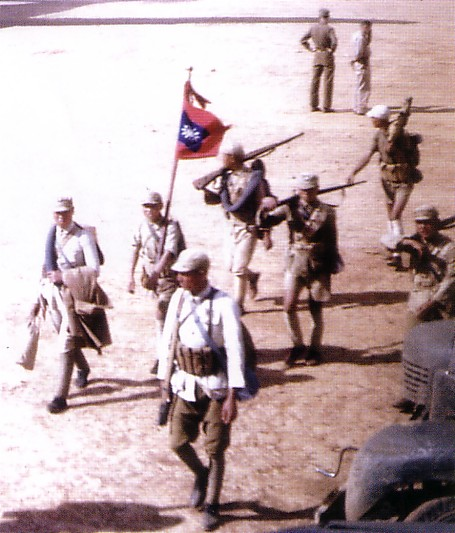
Soldats chinois durant la Seconde Guerre mondiale.

Dans les années 1920, le Kuomintang, ayant besoin d'aide pour combattre le gouvernement des seigneurs de la guerre et restaurer une véritable autorité centrale sur le pays, s'allia à l'Union soviétique. Avec l'aide du Komintern, le parti nationaliste chinois créa l'Académie militaire de Huangpu, dont le but était de mettre sur pied une force armée capable de mener une vaste opération de pacification et de réunification du pays. L'école aboutit à la formation d'une nouvelle élite militaire, d'où émergea tout particulièrement Tchang Kaï-chek, qui devint le commandant des forces armées du Kuomintang.
En juillet 1926, l'Armée nationale révolutionnaire lança l'expédition du Nord, qui aboutit à la défaite ou au ralliement des principales factions armées chinoises. L'Armée nationale révolutionnaire intégra progressivement les armées de seigneurs de la guerre ralliés au gouvernement central, comme Li Zongren ou Bai Chongxi : durant l'expédition du Nord, ses effectifs officiels passèrent de 100 000  à   250 000 hommes. Au moment de la rupture du front uni avec les communistes, des soldats de l'armée du Kuomintang se rebellèrent dans l'épisode du soulèvement de Nanchang, formant l'embryon de l'Armée rouge chinoise, force armée du Parti communiste chinois.

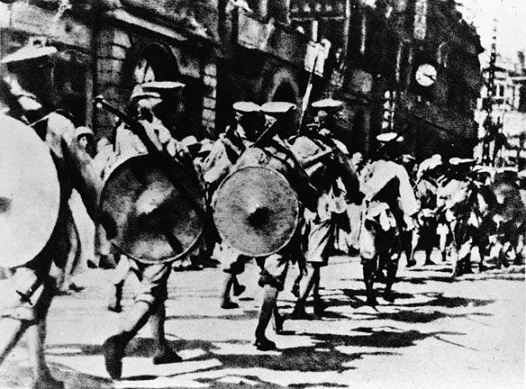
Soldats de l'Armée nationale révolutionnaire au moment de l'expédition du Nord.

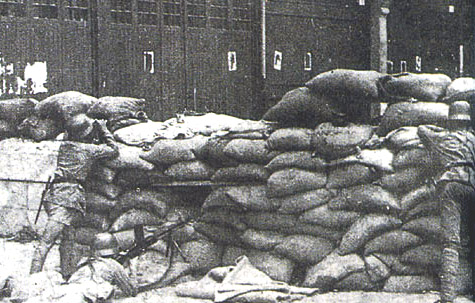
Route défendue par des soldats chinois de la 87e division de l'armée chinoise durant la bataille de Shanghai.

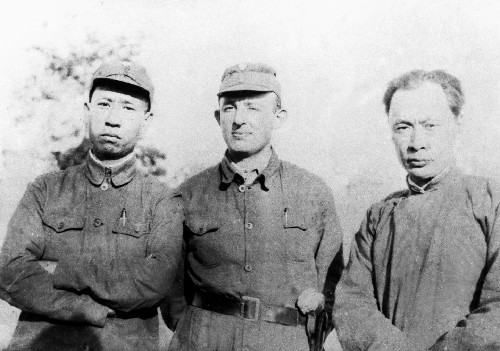
Liu Shaoqi, Jakob Rosenfeld et Chen Yi (de gauche à droite) en mai 1943 (Nouvelle Quatrième armée).

Après la victoire du Kuomintang en 1928, l'Armée nationale révolutionnaire devint la force armée officielle de la république de Chine. Formée officiellement selon les trois principes du peuple conçus par Sun Yat-Sen, l'Armée se confondait à la fois avec l'appareil du Kuomintang et l'administration étatique. Ses effectifs officiels, au faîte de sa puissance, allaient jusqu'à 4 300 000 hommes. La maîtrise de l'armée, qui faisait de lui le chef militaire de la Chine, permit à Tchang Kaï-chek de conserver dans les faits sa prééminence politique, y compris dans les périodes où il n'était plus officiellement président de la République ou chef du gouvernement.
Des heurts au sein de l'armée eurent lieu du fait des remous internes au Kuomintang et de la résistance de certains seigneurs de la guerre, qui refusaient que l'armée soit réorganisée avec le risque de réduire la force de leur propre faction : en 1930, durant la guerre des Plaines centrales, les troupes des rebelles affrontèrent militairement celles de Tchang Kaï-chek. Le conflit se termina par la victoire de Tchang et la soumission de la majeure partie de ses adversaires, mais causa à l'armée de lourds dommages matériels et des pertes non négligeables.

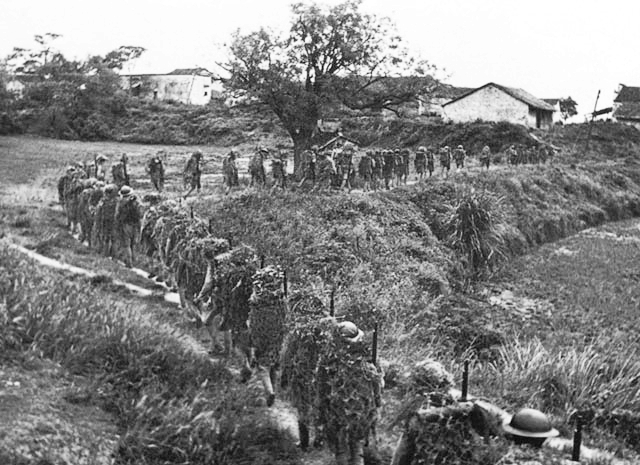
Nouvelles recrues de l'armée nationale révolutionnaire montant au front en 1939.

Durant la guerre civile chinoise, l'Armée nationale révolutionnaire fut engagée dans de durs combats contre l'Armée rouge chinoise. Mais les visées impérialistes du Japon sur la Chine changèrent la donne et le deuxième front uni amena l'Armée nationale révolutionnaire à intégrer en son sein l'Armée rouge des communistes pour faire face aux Japonais. L'alliance demeura cependant toute relative : durant la guerre sino-japonaise, les unités communistes, qui utilisaient les appellations de Huitième armée de route et de Nouvelle Quatrième armée, demeurèrent commandées de manière indépendante, sans se fondre dans l'armée du Kuomintang. Le 7 janvier 1941, un affrontement militaire opposa les troupes de la Nouvelle 4e armée et les soldats fidèles au camp nationaliste, mettant à mal le front uni.
À partir de 1942, avec l'entrée de la république de Chine au sein des Alliés, l'Armée nationale révolutionnaire chinoise participa à la campagne de Birmanie dans le cadre du South East Asia Command.
Dès septembre 1945, soit le lendemain de la reddition officielle des Japonais en Chine, les unités communistes se rebellèrent en refusant de laisser les unités nationalistes s'installer sur leur territoire du Shanxi : la situation dégénéra en conflit ouvert jusqu'en octobre, prélude à la reprise ouverte de la guerre civile chinoise. Les unités communistes reprirent leur indépendance, pour constituer à nouveau l'Armée rouge chinoise, bientôt rebaptisée Armée populaire de libération.
En 1947, en pleine guerre, afin de stabiliser son régime politique, la Chine promulgua une nouvelle constitution : l'Armée nationale révolutionnaire fut rebaptisée et officiellement remplacée par l'Armée de la république de Chine, armée actuelle de l'État de Taïwan.

## Organisation

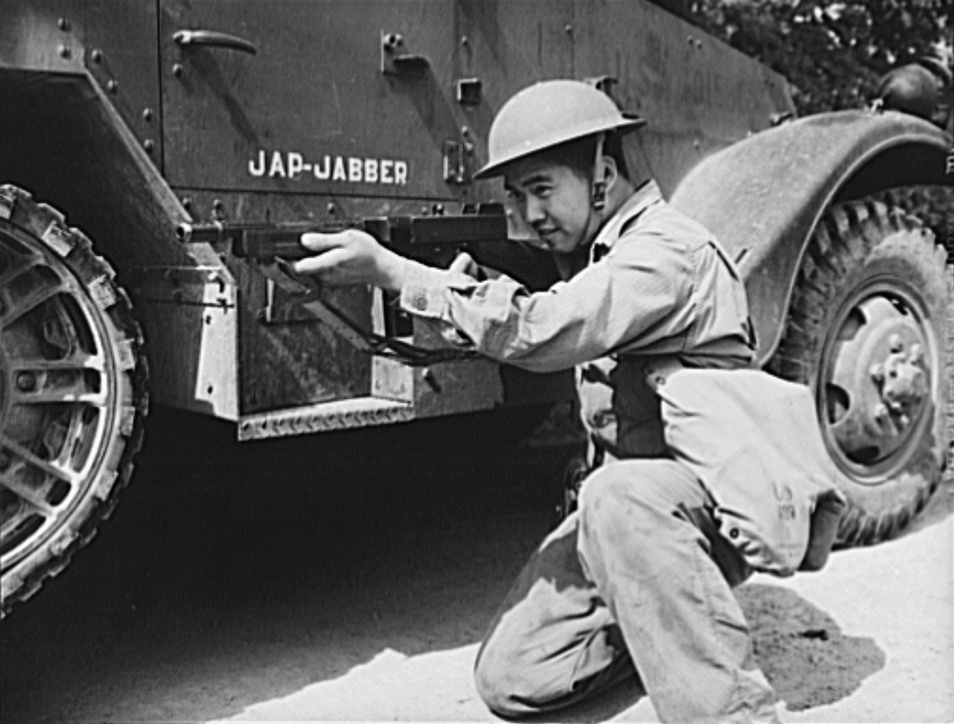
Militaire chinois à l'entrainement à Fort Knox aux États-Unis en 1942.

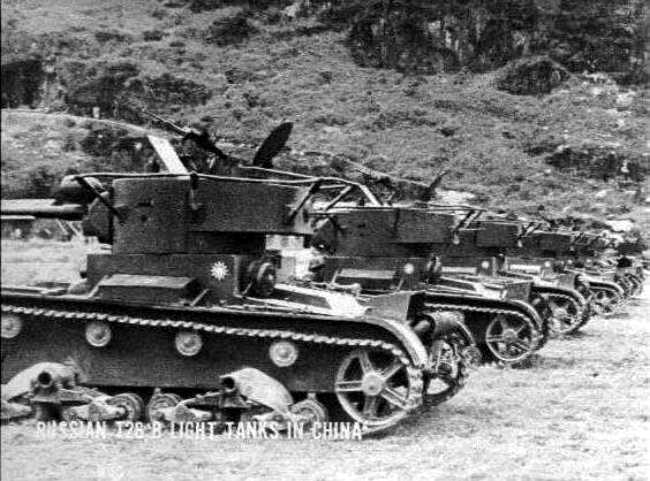
Quelques-uns des 82 à 86 T-26 livrés par l'URSS en 1938. Ils furent mis en service par la de l'ANR.

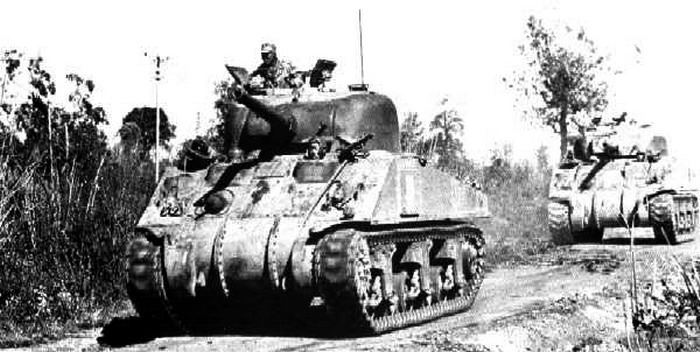
Deux des Sherman M4 livré à l'ANR.

Quand la guerre sino-japonaise commença, le 7 juillet 1937, elle comptait deux millions d’hommes en 182 divisions et 46 brigades d’infanterie, 9 divisions de cavalerie, 4 brigades et 20 régiments d’artillerie.
D’abord, elle était sous-équipée, manquant d’artillerie lourde, de moyens de transport motorisé avec seulement 7 000 camions, de munitions suffisantes et d’un soutien logistique adéquat. Dix des 182 divisions d’infanterie avaient chacune près de 11 000 hommes et bénéficièrent de la formation d'instructeurs allemands, dans le cadre de la coopération sino-germanique, mais moins de 4 000 fusils et carabines, 250 à 300 mitrailleuses légères et 50 ou 60 lourdes, une quinzaine d’obusiers courts et une trentaine de canons et mortiers au niveau du bataillon ou du régiment (mais pas de chevaux pour les traîner), ainsi que 250 lance-grenade environ. Les autres divisions n’avaient qu’environ la moitié de cette dotation. Il existait quelques formations exceptionnelles, comme le 29e corps, dont chaque division comprenait quatre brigades et plus de 700 mitrailleuses légères et la 200e division constituée en 1938 qui fut la seule division mécanisée de l'armée chinoise. Les communications de toutes ces unités étaient très médiocres. Cependant, ces divisions étaient extrêmement mobiles.
L'Armée nationale révolutionnaire augmenta ses effectifs et compta approximativement 4 300 000 soldats réguliers, répartis en 515 divisions. Chaque division était composée en moyenne de 5 000  à   6 000 soldats.
L'armée chinoise n'avait qu'un nombre limité de chars de combat avec une centaine de blindés légers (environ une centaine de chenillettes L3 reçues avant et après le déclenchement de l'attaque japonaise, une vingtaine de Vickers 6-Ton, une dizaine de Panzerkampfwagen I). Au début de la seconde guerre sino-japonaise, ces unités furent réparties en trois bataillons. La moitié de ces engins furent détruits durant la bataille de Shanghai et la bataille de Nankin. Du matériel importé d'Union soviétique (plus de 80 chars T-26 modèle 1933) et d'Italie permit de reconstituer un parc blindé. Au cours de la bataille de Shanghai, les Chinois perdirent en outre 91 avions, qui représentaient la moitié de leur force aérienne. Durant la campagne de Birmanie, l'armée chinoise fut équipée de 48 M3 Stuart en 1943 et de 35 Sherman M4 entre 1943 et 1944. 600 chars légers/ chenillettes Marmon-Herrington CTLS furent également livrés à partir de 1942.
L'armée chinoise bénéficia au cours du conflit mondial de l'apport technique des États-Unis, l'United States Army Air Forces participant bientôt aux combats en Chine.

## Voir également
- Force X
- Force Y
- Uniformes et armes des armées chinoises de 1832 à 1949
- Force expéditionnaire chinoise de Birmanie